# Erik Adelswärd
Erik Set Adelswärd, född 6 augusti 1813 i Åtvids församling, Östergötlands län, död 30 juli 1868 i S:t Laurentii församling, Östergötlands län, var en svensk friherre, militär, godsägare och hovfunktionär.

## Biografi
Adelswärd föddes 1813 på Adelsnäs i Åtvids socken. Han var son till kabinettskammarherren friherre Johan Carl Adelswärd och Maria Sleman. Adelswärd blev 5 maj 1834 fanjunkare vid Livgardet till häst, 21 juni 1834 kornett, 1839 underlöjtnant och tog 9 november 1841 avsked. Han blev 19 februari 1849 kabinettskammarherre hos kungen och 6 juni 1854 överstekammarjunkare. Adelswärd utnämndes 28 april 1858 till kommendör av Vasaorden och 28 januari 1865 till kommendör med stora korset av Vasaorden. Han avled 1868 i Söderköping.
Han var ägare till Adelsnäs där han hade ett eget musikkapell. Han var medlem av Harmoniska Sällskapet i Stockholm och donerade medel till Kungliga Musikaliska Akademiens orgelverk. Han invaldes som ledamot nummer 362 i akademien 19 december 1857.

### Egendom
Adelswärd var friherre till Adelsnäs i åtvids socken och ägde Norsholm och Björkvik i Östergötland.

### Familj
Adelswärd gifte sig första gången 3 maj 1842 på Adelsnäs, Åtvids socken med Matilda Carolina Lovisa Stackelberg (1820–1893), dotter till överstekammarjunkaren, greve Carl Adolf Ludvig Stackelberg och friherrinnan Eva Sofia Adelswärd. De fick tillsammans barnen Carl Adolf Se Adelswärd (1843–1843) och Johan Ludvig Set Adelswärd (1845–1846). Adelswärd och Stackelberg skilde sig 1852 och hon gifte sedan om sig med kaptenen, friherre Bengt Carl Fredrik Leijonhufvud.
Adelswärd gifte sig andra gången 5 augusti 1861 på Adelsnäs, Åtvids socken med Eva Elisabet Broström (född 1837), dotter av salpetersjudaren Janne Broström och Anna Catarina Svensson. De fick tillsammans barnen Eva Anna Maria Adelswärd (född 1862) som var gift med överstekammarjunkaren, greve Fredrik von Rosen, Set Carl Adelswärd (1863–1866), Anna Sofia Elisabet Adelswärd (född 1866) som var gift med överstekammarjunkaren, friherre Johan Beck-Friis och Anna Augusta Adelswärd (född 1867) som var gift med hovstallmästaren Gustaf Tamm.